# Попелюхи (Мурованокуриловецкий район)
Попелю́хи (укр. Попелюхи) — село на Украине, находится в Мурованокуриловецком районе Винницкой области.
Код КОАТУУ — 0522885601. Население по переписи 2001 года составляет 421 человек. Почтовый индекс — 23434. Телефонный код — 4356.
Занимает площадь 1,963 км².

## Адрес местного совета
23434, Винницкая область, Мурованокуриловецкий р-н, с. Попелюхы, ул. Ленина, 41